# Megalagrion eudytum
Megalagrion eudytum – gatunek ważki z rodziny łątkowatych (Coenagrionidae). Jest endemitem hawajskiej wyspy Kauaʻi.